# EHF Challenge Trophy
Die EHF Challenge Trophy ist ein Handballturnier zwischen europäischen Nationalmannschaften, bei dem die schwächsten Mannschaften Wettkampfpraxis auf gleichem Leistungsniveau erhalten. Veranstalter ist die Europäische Handballföderation (EHF). Rekordsieger ist Moldau mit drei Titeln.

## Challenge Trophy 1999
Das Turnier fand vom 14.–19. September 1999 in Nikosia auf Zypern statt.
Teilnehmer
- Armenien
- Irland
- Malta
- Moldau
- Vereinigtes Königreich
- Zypern

### Vorrunde
| Datum                         | Heimmannschaft         | Ergebnis | Gastmannschaft         |
| ----------------------------- | ---------------------- | -------- | ---------------------- |
| 14. September 1999, 15:00 Uhr | Moldau                 | 47:13    | Malta                  |
| 14. September 1999, 16:30 Uhr | Vereinigtes Königreich | 34:11    | Irland                 |
| 14. September 1999, 19:40 Uhr | Zypern                 | 41:20    | Armenien               |
| 15. September 1999, 16:00 Uhr | Armenien               | 18:47    | Moldau                 |
| 15. September 1999, 18:00 Uhr | Irland                 | 06:43    | Zypern                 |
| 15. September 1999, 20:00 Uhr | Malta                  | 08:34    | Vereinigtes Königreich |
| 16. September 1999, 16:00 Uhr | Moldau                 | 47:07    | Irland                 |
| 16. September 1999, 18:00 Uhr | Vereinigtes Königreich | 10:27    | Zypern                 |
| 16. September 1999, 20:00 Uhr | Malta                  | 18:37    | Armenien               |
| 17. September 1999, 16:00 Uhr | Moldau                 | 33:22    | Vereinigtes Königreich |
| 17. September 1999, 17:50 Uhr | Zypern                 | 51:10    | Malta                  |
| 17. September 1999, 20:00 Uhr | Armenien               | 34:13    | Irland                 |
| 18. September 1999, 16:00 Uhr | Irland                 | 15:20    | Malta                  |
| 18. September 1999, 18:00 Uhr | Vereinigtes Königreich | 29:19    | Armenien               |
| 18. September 1999, 20:00 Uhr | Zypern                 | 16:22    | Moldau                 |

Tabelle
|   | Mannschaft             | Pkt | S | U | N | T   | GT  | Diff |
| - | ---------------------- | --- | - | - | - | --- | --- | ---- |
| 1 | Moldau                 | 10  | 5 | 0 | 0 | 196 | 076 | +120 |
| 2 | Zypern                 | 8   | 4 | 0 | 1 | 178 | 068 | +110 |
| 3 | Vereinigtes Königreich | 6   | 3 | 0 | 2 | 129 | 098 | 0+31 |
| 4 | Armenien               | 4   | 2 | 0 | 3 | 128 | 148 | 0−20 |
| 5 | Malta                  | 2   | 1 | 0 | 4 | 069 | 184 | −115 |
| 6 | Irland                 | 0   | 0 | 0 | 5 | 052 | 178 | −126 |

### Endrunde
Spiel um Platz 5
| Datum                         | Heimmannschaft | Ergebnis | Gastmannschaft |
| ----------------------------- | -------------- | -------- | -------------- |
| 19. September 1999, 09:30 Uhr | Irland         | 23:19    | Malta          |

Spiel um Platz 3
| Datum                         | Heimmannschaft         | Ergebnis | Gastmannschaft |
| ----------------------------- | ---------------------- | -------- | -------------- |
| 19. September 1999, 11:30 Uhr | Vereinigtes Königreich | 30:20    | Armenien       |

Finale
| Datum                         | Heimmannschaft | Ergebnis   | Gastmannschaft |
| ----------------------------- | -------------- | ---------- | -------------- |
| 19. September 1999, 17:30 Uhr | Zypern         | 21:20 n.S. | Moldau         |

Abschlussplatzierungen
| Rang | Mannschaft             |
| ---- | ---------------------- |
| 1.   | Zypern                 |
| 2.   | Moldau                 |
| 3.   | Vereinigtes Königreich |
| 4.   | Armenien               |
| 5.   | Irland                 |
| 6.   | Malta                  |

## Challenge Trophy 2001
Das Turnier fand vom 26.–30. Dezember 2001 in Riga, Lettland, statt.
Teilnehmer
- Armenien
- Estland
- Irland
- Lettland
- Luxemburg
- Malta
- Moldau
- Zypern

### Vorrunde
Gruppe A
| Datum                        | Mannschaft 1 | Ergebnis | Mannschaft 2 |
| ---------------------------- | ------------ | -------- | ------------ |
| 26. Dezember 2001, 15:30 Uhr | Luxemburg    | 49:12    | Malta        |
| 26. Dezember 2001, 19:00 Uhr | Lettland     | 35:23    | Estland      |
| 27. Dezember 2001, 13:00 Uhr | Estland      | 24:19    | Luxemburg    |
| 27. Dezember 2001, 19:00 Uhr | Malta        | 13:43    | Lettland     |
| 28. Dezember 2001, 15:00 Uhr | Estland      | 43:13    | Malta        |
| 28. Dezember 2001, 19:00 Uhr | Lettland     | 37:27    | Luxemburg    |

Tabelle
|   | Mannschaft | Pkt | S | U | N | T   | GT  | Diff |
| - | ---------- | --- | - | - | - | --- | --- | ---- |
| 1 | Lettland   | 6   | 3 | 0 | 0 | 115 | 063 | +52  |
| 2 | Estland    | 4   | 2 | 0 | 1 | 090 | 067 | +23  |
| 3 | Luxemburg  | 2   | 1 | 0 | 2 | 095 | 073 | +22  |
| 4 | Malta      | 0   | 0 | 0 | 3 | 038 | 135 | −97  |

Gruppe B
| Datum                        | Mannschaft 1 | Ergebnis | Mannschaft 2 |
| ---------------------------- | ------------ | -------- | ------------ |
| 26. Dezember 2001, 13:30 Uhr | Zypern       | 43:13    | Armenien     |
| 26. Dezember 2001, 20:45 Uhr | Moldau       | 35:13    | Irland       |
| 27. Dezember 2001, 15:00 Uhr | Irland       | 15:53    | Zypern       |
| 27. Dezember 2001, 17:00 Uhr | Armenien     | 22:43    | Moldau       |
| 28. Dezember 2001, 13:00 Uhr | Zypern       | 27:25    | Moldau       |
| 28. Dezember 2001, 17:00 Uhr | Armenien     | 35:22    | Irland       |

Tabelle
|   | Mannschaft | Pkt | S | U | N | T   | GT  | Diff |
| - | ---------- | --- | - | - | - | --- | --- | ---- |
| 1 | Zypern     | 6   | 3 | 0 | 0 | 123 | 053 | +70  |
| 2 | Moldau     | 4   | 2 | 0 | 1 | 103 | 062 | +41  |
| 3 | Armenien   | 2   | 1 | 0 | 2 | 070 | 108 | −38  |
| 4 | Irland     | 0   | 0 | 0 | 3 | 050 | 123 | −73  |

### Endrunde
Platzierungsrunde
| Datum                        | Mannschaft 1 | Ergebnis | Mannschaft 2 |
| ---------------------------- | ------------ | -------- | ------------ |
| 29. Dezember 2001, 13:00 Uhr | Luxemburg    | 57:09    | Irland       |
| 29. Dezember 2001, 15:00 Uhr | Armenien     | 26:22    | Malta        |

Spiel um Platz 7
| Datum                        | Mannschaft 1 | Ergebnis | Mannschaft 2 |
| ---------------------------- | ------------ | -------- | ------------ |
| 30. Dezember 2001, 09:30 Uhr | Malta        | 32:21    | Irland       |

Spiel um Platz 5
| Datum                        | Heimmannschaft | Ergebnis | Gastmannschaft |
| ---------------------------- | -------------- | -------- | -------------- |
| 30. Dezember 2001, 11:30 Uhr | Luxemburg      | 53:17    | Armenien       |

Halbfinale
| Datum                        | Mannschaft 1 | Ergebnis | Mannschaft 2 |
| ---------------------------- | ------------ | -------- | ------------ |
| 29. Dezember 2001, 17:00 Uhr | Lettland     | 35:20    | Moldau       |
| 29. Dezember 2001, 19:00 Uhr | Estland      | 27:24    | Zypern       |

Spiel um Platz 3
| Datum                        | Mannschaft 1 | Ergebnis | Mannschaft 2 |
| ---------------------------- | ------------ | -------- | ------------ |
| 30. Dezember 2001, 13:30 Uhr | Moldau       | 27:25    | Zypern       |

Finale
| Datum                        | Heimmannschaft | Ergebnis | Gastmannschaft |
| ---------------------------- | -------------- | -------- | -------------- |
| 30. Dezember 2001, 15:30 Uhr | Lettland       | 31:22    | Estland        |

Abschlussplatzierungen
| Rang | Mannschaft |
| ---- | ---------- |
| 1.   | Lettland   |
| 2.   | Estland    |
| 3.   | Moldau     |
| 4.   | Zypern     |
| 5.   | Luxemburg  |
| 6.   | Armenien   |
| 7.   | Malta      |
| 8.   | Irland     |

## Challenge Trophy 2003
Das Turnier fand vom 17.–21. Dezember 2003 in Msida auf Malta statt.
Teilnehmer
- Aserbaidschan
- Irland
- Liechtenstein
- Malta
- Moldau
- Vereinigtes Königreich

### Vorrunde
| Datum                        | Mannschaft 1           | Ergebnis | Mannschaft 2           |
| ---------------------------- | ---------------------- | -------- | ---------------------- |
| 17. Dezember 2003, 15:00 Uhr | Aserbaidschan          | 32:16    | Liechtenstein          |
| 17. Dezember 2003, 17:00 Uhr | Vereinigtes Königreich | 09:38    | Moldau                 |
| 17. Dezember 2003, 20:00 Uhr | Malta                  | 25:14    | Irland                 |
| 18. Dezember 2003, 09:00 Uhr | Aserbaidschan          | 29:14    | Vereinigtes Königreich |
| 18. Dezember 2003, 11:00 Uhr | Liechtenstein          | 17:20    | Malta                  |
| 18. Dezember 2003, 13:00 Uhr | Irland                 | 08:47    | Moldau                 |
| 18. Dezember 2003, 17:00 Uhr | Liechtenstein          | 23:27    | Vereinigtes Königreich |
| 18. Dezember 2003, 19:00 Uhr | Moldau                 | 46:13    | Malta                  |
| 18. Dezember 2003, 21:00 Uhr | Irland                 | 10:36    | Aserbaidschan          |
| 19. Dezember 2003, 15:00 Uhr | Aserbaidschan          | 20:19    | Moldau                 |
| 19. Dezember 2003, 17:00 Uhr | Liechtenstein          | 23:22    | Irland                 |
| 19. Dezember 2003, 19:00 Uhr | Vereinigtes Königreich | 19:16    | Malta                  |
| 20. Dezember 2003, 13:00 Uhr | Vereinigtes Königreich | 26:12    | Irland                 |
| 20. Dezember 2003, 15:00 Uhr | Moldau                 | 41:16    | Liechtenstein          |
| 20. Dezember 2003, 17:00 Uhr | Malta                  | 17:43    | Aserbaidschan          |

Tabelle
|   | Mannschaft             | Pkt | S | U | N | T   | GT  | Diff |
| - | ---------------------- | --- | - | - | - | --- | --- | ---- |
| 1 | Aserbaidschan          | 10  | 5 | 0 | 0 | 160 | 076 | +84  |
| 2 | Moldau                 | 8   | 4 | 0 | 1 | 191 | 066 | +125 |
| 3 | Vereinigtes Königreich | 6   | 3 | 0 | 2 | 095 | 118 | −23  |
| 4 | Malta                  | 4   | 2 | 0 | 3 | 091 | 139 | −48  |
| 5 | Liechtenstein          | 2   | 1 | 0 | 4 | 095 | 142 | −47  |
| 6 | Irland                 | 0   | 0 | 0 | 5 | 066 | 157 | −91  |

### Endrunde
Spiel um Platz 5
| Datum                        | Mannschaft 1 | Ergebnis | Mannschaft 2  |
| ---------------------------- | ------------ | -------- | ------------- |
| 21. Dezember 2003, 11:00 Uhr | Irland       | 18:31    | Liechtenstein |

Spiel um Platz 3
| Datum                        | Mannschaft 1           | Ergebnis | Mannschaft 2 |
| ---------------------------- | ---------------------- | -------- | ------------ |
| 21. Dezember 2003, 13:00 Uhr | Vereinigtes Königreich | 19:16    | Malta        |

Finale
| Datum                        | Mannschaft 1 | Ergebnis | Mannschaft 2  |
| ---------------------------- | ------------ | -------- | ------------- |
| 21. Dezember 2003, 15:00 Uhr | Moldau       | 32:19    | Aserbaidschan |

Abschlussplatzierungen
| Rang | Mannschaft             |
| ---- | ---------------------- |
| 1.   | Moldau                 |
| 2.   | Aserbaidschan          |
| 3.   | Vereinigtes Königreich |
| 4.   | Malta                  |
| 5.   | Liechtenstein          |
| 6.   | Irland                 |

## Challenge Trophy 2005
Das Turnier fand vom 25.–30. Oktober 2005 in Dublin, Irland statt.
Teilnehmer
- Aserbaidschan
- England
- Irland
- Moldau
- Malta
- Schottland

### Vorrunde
| Datum                       | Mannschaft 1  | Ergebnis | Mannschaft 2  |
| --------------------------- | ------------- | -------- | ------------- |
| 25. Oktober 2005, 10:00 Uhr | Moldau        | 30:14    | Schottland    |
| 25. Oktober 2005, 12:00 Uhr | Irland        | 17:27    | Malta         |
| 25. Oktober 2005, 15:00 Uhr | Aserbaidschan | 30:13    | England       |
| 26. Oktober 2005, 10:00 Uhr | Schottland    | 16:27    | Aserbaidschan |
| 26. Oktober 2005, 12:00 Uhr | England       | 25:17    | Irland        |
| 26. Oktober 2005, 15:00 Uhr | Malta         | 14:41    | Moldau        |
| 27. Oktober 2005, 10:00 Uhr | Moldau        | 34:18    | England       |
| 27. Oktober 2005, 12:00 Uhr | Aserbaidschan | 43:13    | Irland        |
| 27. Oktober 2005, 15:00 Uhr | Schottland    | 16:12    | Malta         |
| 28. Oktober 2005, 10:00 Uhr | Aserbaidschan | 37:14    | Malta         |
| 28. Oktober 2005, 12:00 Uhr | Irland        | 17:54    | Moldau        |
| 28. Oktober 2005, 15:00 Uhr | England       | 20:17    | Schottland    |
| 29. Oktober 2005, 10:00 Uhr | Malta         | 23:22    | England       |
| 29. Oktober 2005, 12:00 Uhr | Irland        | 21:24    | Schottland    |
| 29. Oktober 2005, 15:00 Uhr | Moldau        | 26:19    | Aserbaidschan |

Tabelle
|   | Mannschaft    | Pkt | S | U | N | T   | GT  | Diff |
| - | ------------- | --- | - | - | - | --- | --- | ---- |
| 1 | Moldau        | 10  | 5 | 0 | 0 | 185 | 082 | +103 |
| 2 | Aserbaidschan | 8   | 4 | 0 | 1 | 156 | 082 | +74  |
| 3 | England       | 4   | 2 | 0 | 3 | 098 | 121 | −23  |
| 4 | Schottland    | 4   | 2 | 0 | 3 | 087 | 110 | −23  |
| 5 | Malta         | 4   | 2 | 0 | 3 | 090 | 133 | −43  |
| 6 | Irland        | 0   | 0 | 0 | 5 | 085 | 173 | −88  |

### Endrunde
Spiel um Platz 5
| Datum                       | Mannschaft 1 | Ergebnis | Mannschaft 2 |
| --------------------------- | ------------ | -------- | ------------ |
| 30. Oktober 2005, 11:00 Uhr | Irland       | 20:23    | Malta        |

Spiel um Platz 3
| Datum                       | Mannschaft 1 | Ergebnis | Mannschaft 2 |
| --------------------------- | ------------ | -------- | ------------ |
| 30. Oktober 2005, 13:30 Uhr | Schottland   | 24:18    | England      |

Finale
| Datum                       | Mannschaft 1 | Ergebnis | Mannschaft 2  |
| --------------------------- | ------------ | -------- | ------------- |
| 30. Oktober 2005, 16:00 Uhr | Moldau       | 29:27    | Aserbaidschan |

Abschlussplatzierungen
| Rang | Mannschaft    |
| ---- | ------------- |
| 1.   | Moldau        |
| 2.   | Aserbaidschan |
| 3.   | Schottland    |
| 4.   | England       |
| 5.   | Malta         |
| 6.   | Irland        |

## Challenge Trophy 2007
Die fünfte Ausgabe des Turniers wurde erstmals in verschiedenen Orten ausgetragen. Die Vorrundengruppe G trug ihre Spiele vom 25.–27. Oktober 2007 in Tiflis, Georgien aus, die Vorrundengruppe L vom 25.–28. Oktober 2007 in Luxemburg, Luxemburg. Das Finale fand am 20. Januar 2008 in Drammen, Norwegen statt.
Teilnehmer
- Armenien
- Aserbaidschan
- England
- Färöer
- Georgien
- Irland
- Luxemburg
- Moldau
- Malta
- Schottland

### Vorrunde
Gruppe G
| Datum                       | Mannschaft 1  | Ergebnis | Mannschaft 2  |
| --------------------------- | ------------- | -------- | ------------- |
| 25. Oktober 2007, 16:30 Uhr | Moldau        | 33:17    | Armenien      |
| 25. Oktober 2007, 18:30 Uhr | Georgien      | 36:24    | Aserbaidschan |
| 26. Oktober 2007, 16:30 Uhr | Aserbaidschan | 27:31    | Moldau        |
| 26. Oktober 2007, 18:30 Uhr | Armenien      | 17:35    | Georgien      |
| 27. Oktober 2007, 12:00 Uhr | Aserbaidschan | 41:15    | Armenien      |
| 27. Oktober 2007, 14:00 Uhr | Georgien      | 29:27    | Moldau        |

Tabelle
|   | Mannschaft    | Pkt | S | U | N | T   | GT  | Diff |
| - | ------------- | --- | - | - | - | --- | --- | ---- |
| 1 | Georgien      | 6   | 3 | 0 | 0 | 100 | 068 | +32  |
| 2 | Moldau        | 4   | 2 | 0 | 1 | 091 | 073 | +18  |
| 3 | Aserbaidschan | 2   | 1 | 0 | 2 | 092 | 082 | +10  |
| 4 | Armenien      | 0   | 0 | 0 | 3 | 049 | 109 | −60  |

Gruppe L
| Datum                       | Mannschaft 1 | Ergebnis | Mannschaft 2 |
| --------------------------- | ------------ | -------- | ------------ |
| 24. Oktober 2007, 16:00 Uhr | Schottland   | 20:31    | England      |
| 24. Oktober 2007, 18:00 Uhr | Färöer       | 37:18    | Malta        |
| 24. Oktober 2007, 20:00 Uhr | Luxemburg    | 50:22    | Irland       |
| 25. Oktober 2007, 16:00 Uhr | Irland       | 21:46    | Färöer       |
| 25. Oktober 2007, 18:00 Uhr | Malta        | 20:21    | Schottland   |
| 25. Oktober 2007, 20:00 Uhr | England      | 13:41    | Luxemburg    |
| 26. Oktober 2007, 16:00 Uhr | Färöer       | 58:19    | Schottland   |
| 26. Oktober 2007, 18:00 Uhr | Irland       | 17:41    | England      |
| 26. Oktober 2007, 20:00 Uhr | Luxemburg    | 40:11    | Malta        |
| 27. Oktober 2007, 14:00 Uhr | Malta        | 25:25    | Irland       |
| 27. Oktober 2007, 16:00 Uhr | Färöer       | 35:17    | England      |
| 27. Oktober 2007, 18:00 Uhr | Schottland   | 24:37    | Luxemburg    |
| 28. Oktober 2007, 09:30 Uhr | England      | 22:19    | Malta        |
| 28. Oktober 2007, 11:30 Uhr | Schottland   | 23:27    | Irland       |
| 28. Oktober 2007, 13:30 Uhr | Luxemburg    | 31:25    | Färöer       |

Tabelle
|   | Mannschaft | Pkt | S | U | N | T   | GT  | Diff |
| - | ---------- | --- | - | - | - | --- | --- | ---- |
| 1 | Luxemburg  | 10  | 5 | 0 | 0 | 199 | 095 | +104 |
| 2 | Färöer     | 8   | 4 | 0 | 1 | 201 | 106 | +95  |
| 3 | England    | 6   | 3 | 0 | 2 | 107 | 132 | −25  |
| 4 | Irland     | 3   | 1 | 1 | 3 | 112 | 168 | −56  |
| 5 | Schottland | 2   | 1 | 0 | 4 | 107 | 173 | −66  |
| 6 | Malta      | 1   | 0 | 1 | 3 | 093 | 145 | −52  |

### Endrunde
Finale
| Datum                      | Heimmannschaft | Ergebnis | Gastmannschaft |
| -------------------------- | -------------- | -------- | -------------- |
| 20. Januar 2008, 15:00 Uhr | Georgien       | 28:27    | Luxemburg      |

## Challenge Trophy 2009
Die sechste Ausgabe des Turniers wurde in verschiedenen Orten ausgetragen. Die Vorrundengruppe G1 spielte vom 30. November bis Oktober 2009 in Chișinău, Moldau, die Vorrundengruppe G2 im gleichen Zeitraum auf Malta statt. Das Finale wurde am 23. Januar 2010 in Linz, Österreich ausgetragen.
Teilnehmer
- Armenien
- Aserbaidschan
- Finnland
- Georgien
- Irland
- Malta
- Moldau
- Schottland

### Vorrunde
Gruppe G1
| Datum                       | Mannschaft 1  | Ergebnis | Mannschaft 2  |
| --------------------------- | ------------- | -------- | ------------- |
| 30. Oktober 2009, 16:00 Uhr | Georgien      | 41:23    | Aserbaidschan |
| 30. Oktober 2009, 18:30 Uhr | Moldau        | 46:15    | Armenien      |
| 31. Oktober 2009, 16:00 Uhr | Armenien      | 19:44    | Georgien      |
| 31. Oktober 2009, 18:00 Uhr | Aserbaidschan | 28:36    | Moldau        |
| 1. November 2009, 11:00 Uhr | Aserbaidschan | 33:16    | Armenien      |
| 1. November 2009, 13:00 Uhr | Georgien      | 38:34    | Moldau        |

Tabelle
|   | Mannschaft    | Pkt | S | U | N | T   | GT  | Diff |
| - | ------------- | --- | - | - | - | --- | --- | ---- |
| 1 | Georgien      | 6   | 3 | 0 | 0 | 123 | 076 | +47  |
| 2 | Moldau        | 4   | 2 | 0 | 1 | 116 | 081 | +35  |
| 3 | Aserbaidschan | 2   | 1 | 0 | 2 | 084 | 093 | −9   |
| 4 | Armenien      | 0   | 0 | 0 | 3 | 050 | 123 | −73  |

Gruppe G2
| Datum                       | Mannschaft 1 | Ergebnis | Mannschaft 2 |
| --------------------------- | ------------ | -------- | ------------ |
| 30. Oktober 2009, 17:00 Uhr | Schottland   | 14:38    | Finnland     |
| 30. Oktober 2009, 20:00 Uhr | Malta        | 36:20    | Irland       |
| 31. Oktober 2009, 17:00 Uhr | Finnland     | 38:19    | Irland       |
| 31. Oktober 2009, 19:00 Uhr | Malta        | 34:21    | Schottland   |
| 1. November 2009, 16:00 Uhr | Irland       | 35:29    | Schottland   |
| 1. November 2009, 18:00 Uhr | Finnland     | 37:20    | Malta        |

Tabelle
|   | Mannschaft | Pkt | S | U | N | T   | GT  | Diff |
| - | ---------- | --- | - | - | - | --- | --- | ---- |
| 1 | Finnland   | 6   | 3 | 0 | 0 | 113 | 053 | +60  |
| 2 | Malta      | 4   | 2 | 0 | 1 | 090 | 078 | +12  |
| 3 | Irland     | 2   | 1 | 0 | 2 | 074 | 103 | −29  |
| 4 | Schottland | 0   | 0 | 0 | 3 | 064 | 107 | −43  |

### Endrunde
Finale
| Datum                      | Heimmannschaft | Ergebnis | Gastmannschaft |
| -------------------------- | -------------- | -------- | -------------- |
| 23. Januar 2010, 15:30 Uhr | Finnland       | 30:28    | Georgien       |

## Challenge Trophy 2012
Die siebte Ausgabe des Turniers wurde in verschiedenen Orten ausgetragen. Die Vorrundengruppe A spielte vom 4. bis zum 6. November 2011 in Limerick, Irland, die Vorrundengruppe B im gleichen Zeitraum auf Malta. Das Finale wurde am 21. Januar 2012 in Belgrad, Serbien ausgetragen.
Teilnehmer
- Aserbaidschan
- England
- Färöer
- Georgien
- Irland
- Malta
- Moldau
- Schottland

### Vorrunde
Gruppe A
| Datum                       | Mannschaft 1 | Ergebnis | Mannschaft 2 |
| --------------------------- | ------------ | -------- | ------------ |
| 4. November 2011, 17:15 Uhr | Georgien     | 31:25    | England      |
| 4. November 2011, 20:00 Uhr | Färöer       | 30:20    | Irland       |
| 5. November 2011, 14:00 Uhr | England      | 22:40    | Färöer       |
| 5. November 2011, 16:00 Uhr | Irland       | 21:37    | Georgien     |
| 6. November 2011, 14:00 Uhr | Georgien     | 21:23    | Färöer       |
| 1. November 2011, 16:00 Uhr | England      | 29:24    | Irland       |

Tabelle
|   | Mannschaft | Pkt | S | U | N | T  | GT | Diff |
| - | ---------- | --- | - | - | - | -- | -- | ---- |
| 1 | Färöer     | 6   | 3 | 0 | 0 | 93 | 63 | +30  |
| 2 | Georgien   | 4   | 2 | 0 | 1 | 89 | 69 | +20  |
| 3 | England    | 2   | 1 | 0 | 2 | 76 | 95 | −19  |
| 4 | Irland     | 0   | 0 | 0 | 3 | 65 | 96 | −31  |

Gruppe B
| Datum                       | Mannschaft 1  | Ergebnis | Mannschaft 2  |
| --------------------------- | ------------- | -------- | ------------- |
| 4. November 2011, 17:30 Uhr | Moldau        | 47:20    | Schottland    |
| 4. November 2011, 20:00 Uhr | Aserbaidschan | 29:23    | Malta         |
| 5. November 2011, 17:00 Uhr | Schottland    | 19:36    | Aserbaidschan |
| 5. November 2011, 19:00 Uhr | Malta         | 20:41    | Moldau        |
| 6. November 2011, 16:00 Uhr | Moldau        | 34:31    | Aserbaidschan |
| 6. November 2011, 18:00 Uhr | Schottland    | 32:27    | Malta         |

Tabelle
|   | Mannschaft    | Pkt | S | U | N | T   | GT  | Diff |
| - | ------------- | --- | - | - | - | --- | --- | ---- |
| 1 | Moldau        | 6   | 3 | 0 | 0 | 122 | 071 | +51  |
| 2 | Aserbaidschan | 4   | 2 | 0 | 1 | 096 | 076 | +20  |
| 3 | Schottland    | 2   | 1 | 0 | 2 | 071 | 110 | −39  |
| 4 | Malta         | 0   | 0 | 0 | 3 | 070 | 102 | −32  |

### Endrunde
Finale
| Datum                      | Heimmannschaft | Ergebnis | Gastmannschaft |
| -------------------------- | -------------- | -------- | -------------- |
| 21. Januar 2012, 14:00 Uhr | Färöer         | 28:30    | Moldau         |